# Blanche Étincelle
Blanche étincelle est un roman publié en 2012 par Lucien Suel aux Éditions de la Table ronde.

## Thème
La rencontre dans une librairie d'Hazebrouck, entre Mauricette, une octogénaire et Blanche, une mère de famille, débouche sur une solide amitié,. L'une est une ancienne citadine, installée depuis peu à la campagne et l'autre, plus jeune, est attachée au monde rural,.

## Accueil
Le roman reçoit un accueil plutôt favorable de la part des médias,,.

## Publication
- Blanche étincelle, Paris, Éditions de la Table ronde, 2012  (ISBN 978-2-7103-6901-1)